# Liste de peintures d'Edward Hopper
Liste de tableaux d'Edward Hopper (non exhaustive) :
| Titre français                                     | Titre anglais                                      | Date      | Lieu de conservation                               | Thèmes                                          | Photos       |
| -------------------------------------------------- | -------------------------------------------------- | --------- | -------------------------------------------------- | ----------------------------------------------- | ------------ |
| Le Peintre et son Modèle                           | Painter and Model                                  | 1902-1904 | Whitney Museum of American Art                     | peintre, femme, nu, tableau                     |              |
| Pont à Paris                                       | Bridge in Paris                                    | 1906      | Whitney Museum of American Art                     | Paris, pont                                     |              |
| Le Pont des Arts                                   |                                                    | 1907      | Whitney Museum of American Art                     | Seine, pont, Louvre                             |              |
| Après-midi de juin                                 |                                                    | 1907      | Whitney Museum of American Art                     | Louvre, Seine, pont                             |              |
| Les Lavoirs à Pont Royal                           |                                                    | 1907      | Whitney Museum of American Art                     | Seine, lavoir, pont                             |              |
| Le Louvre, embarcadère                             | Louvre and Boat Landing                            | 1907      | Whitney Museum of American Art                     | Louvre, Seine, embarcadère                      |              |
| Le Train aérien                                    | The El Station                                     | 1908      | Whitney Museum of American Art                     | station, voie ferrée                            |              |
| Intérieur en été                                   | Summer Interior                                    | 1909      | Whitney Museum of American Art                     | femme, chambre, lit, nu                         |              |
| Le Louvre pendant un orage                         | The Louvre in a Thunderstorm                       | 1909      | Whitney Museum of American Art                     | Louvre, Seine, pont, bateaux                    |              |
| Le Pont Royal                                      |                                                    | 1909      | Whitney Museum of American Art                     | Louvre, Seine, pont                             |              |
| Le Quai des Grands Augustins                       |                                                    | 1909      | Whitney Museum of American Art                     | pont, rue, immeuble                             |              |
| Le Pavillon de Flore                               |                                                    | 1909      | Whitney Museum of American Art                     | Louvre, Seine                                   |              |
| Le Bistro                                          | The Wine Shop                                      | 1909      | Whitney Museum of American Art                     | bistro, pont, couple                            |              |
| Village américain                                  | American Village                                   | 1912      | Whitney Museum of American Art                     | rue, maison, voitures                           |              |
| Le Phare de Squam                                  | Squam Light                                        | 1912      |                                                    | phare, maisons, barques                         |              |
| Queensborough Bridge                               | Queensborough Bridge                               | 1913      | Whitney Museum of American Art                     | New York, pont                                  |              |
| Soir bleu                                          |                                                    | 1914      | Whitney Museum of American Art                     | clown, couple, femme, cigarettes                |              |
| Route dans le Maine                                | Road in Maine                                      | 1914      | Whitney Museum of American Art                     | Maine, nature, route                            |              |
| Blackhead, Monhegan                                |                                                    | 1916-1919 | Whitney Museum of American Art                     | Maine, paysage, mer                             |              |
| L’Escalier                                         | Stairways                                          | 1919      | Whitney Museum of American Art                     | escalier, porte, bois                           |              |
| Jeune Fille à la machine à coudre                  | Girl at Sewing Machine                             | 1921      | Musée Thyssen-Bornemisza, Madrid                   | femme                                           |              |
| Intérieur à New York                               | New York Interior                                  | 1921      | Whitney Museum of American Art                     | danseuse, couture                               |              |
| Restaurant à New York                              | The New York Restaurant                            | 1922      | Muskegon Art Museum Michigan                       | restaurant, couple, femme                       |              |
| Passage à niveau                                   | Railroad Crossing                                  | 1922-1923 | Whitney Museum of American Art                     | voie ferrée, route, maison, bois                |              |
| Appartements                                       | Appartment Houses                                  | 1923      |                                                    |                                                 |              |
| Maison au bord de la voie ferrée                   | House by the Railroad                              | 1925      | Museum of Modern Art, New York                     | voie ferrée, maison                             |              |
| Autoportrait                                       | Self-Portrait                                      | 1925-1930 | Whitney Museum of American Art                     | autoportrait                                    |              |
| 11 h du matin                                      | Eleven A.M.                                        | 1926      | Hirshhorn Museum and sculpture garden, Washinghton |                                                 | Notice       |
| Dimanche                                           | Sunday                                             | 1926      | Collection Phillips Washington                     | homme, rue, immeubles                           |              |
| Pharmacie                                          | Drug Store                                         | 1927      | Museum of Fine Arts, Boston                        | Pharmacie, nuit, rue                            |              |
| La Colline au phare                                | Lighthouse Hill                                    | 1927      | Musée d'Art de Dallas                              | phare, maison, colline                          |              |
| Station de la Garde côtière, Two Lights, Maine     | Coast Guard Station                                | 1927      | Metropolitan Museum of Art                         | mer, côte, phare                                |              |
| Automate                                           | Automat                                            | 1927      | Des Moines Art Center                              | femme, café, fenêtre, nuit, fruit, radiateur    |              |
| La Ville                                           | The City                                           | 1927      | University of Arizona Museum of Art                | ville, rues, immeubles                          |              |
| Fenêtres la nuit                                   | Night Windows                                      | 1928      | Museum of Modern Art                               | nuit, fenêtre, femme, immeuble                  |              |
| Portiques à Manhattan                              | Manhattan Bridge Loop                              | 1928      | Addison Gallery of American Art                    | New York, voie ferrée, réverbère                |              |
| Coucher de soleil sur voie ferrée                  | Railroad Sunset                                    | 1929      | Whitney Museum of American Art                     | voie ferrée, paysage, crépuscule                |              |
| Le Phare à Two Lights                              | The Lighthouse at Two Lights                       | 1929      | Metropolitan Museum of Art                         | phare, maison                                   |              |
| Chop Suey                                          | Chop Suey                                          | 1929      | Collection particulière                            | café, femmes, couple, fenêtres, enseigne        |              |
| Tôt un dimanche matin                              | Early Sunday Morning                               | 1930      | Whitney Museum of American Art                     | rue, immeubles, mobilier urbain                 |              |
| Tables pour dames                                  | Tables for Ladies                                  | 1930      | Metropolitan Museum of Art                         | restaurant, femmes, couple, fruits              |              |
| Corn Hill                                          | Corn Hill (Truro, Cape Cod)                        | 1930      | McNay Art Institute, San Antonio                   | maisons, collines                               |              |
| Grange de Cobb, South Truro                        | Cobb's Barns, South Truro                          | 1930-1933 | Whitney Museum of American Art                     | grange, paysage, collines                       |              |
| New York, New Haven et Hartford                    | New York, New Haven and Hartford                   | 1931      | Musée d'Art d'Indianapolis                         | voie ferrée, maisons, arbres                    |              |
| Chambre d'hôtel                                    | Hotel Room                                         | 1931      | Musée Thyssen-Bornemisza, Madrid                   | hôtel, chambre, lit, femme, lecture             |              |
| Maison Dauphinée                                   | Dauphinée House                                    | 1932      | ACA Galeries                                       | voie ferrée, maison                             |              |
| Chambre à New York                                 | Room in New York                                   | 1932      | Sheldon Museum of Art and Sculpture Garden         | hôtel, couple, lecture                          |              |
| Sun on Prospect Street (Gloucester, Massachusetts) | Sun on Prospect Street (Gloucester, Massachusetts) | 1934      | Cincinnati Art Museum                              | rue, maison, automobile                         |              |
| Vent d'est sur Weehawken                           | East Wind Over Weehawken                           | 1934      | Collection privée                                  | maisons, rue, poteaux, affiche                  |              |
|                                                    | Macomb’s Dam Bridge                                | 1935      | Brooklyn Museum                                    | pont, rivière, ville, immeubles                 |              |
|                                                    | The Circle Theater                                 | 1936      | Collection particulière                            | théâtre, rue, immeuble mobilier urbain          |              |
| Après-midi au cap Cod                              | Cape Cod Afternoon                                 | 1936      | Museum of Art, Carnegie Institute                  | Cap Cod, maisons                                |              |
| Compartiment C, voiture 293                        | Compartiment C, Car 293                            | 1938      | Collection IBM Corporation                         | train, femme, lecture, pont                     |              |
| Cinéma à New York                                  | New York Movie                                     | 1939      | Museum of Modern Art                               | New York, cinéma, femme, escalier               |              |
| Soir au cap Cod                                    | Cape Cod Evening                                   | 1939      | National Gallery of Art, Washington                | Cap Cod, couple, chien, maison, bois            |              |
| La Houle                                           | Ground Swell                                       | 1939      | National Gallery of Art                            | bateau, mer, houle, femme, hommes               |              |
| Essence                                            | Gas                                                | 1940      | Museum of Modern Art                               | station, homme, bois, route                     |              |
| Bureau de nuit                                     | Office at Night                                    | 1940      | Walker Art Center (Minneapolis)                    | bureau, femme, homme, fenêtre                   |              |
| Show féminin                                       | Girlie Show                                        | 1941      |                                                    | femme, nue, scène                               |              |
| Route 6, Eastham                                   |                                                    | 1941      | Swope Art Museum (en), Terre Haute, Indiana.       | maison, route                                   | Getty Images |
| Noctambules                                        | Nighthawks                                         | 1942      | Art Institute of Chicago                           | bar, femme, hommes, nuit, rue                   |              |
| L’Aube, Pennsylvania                               | Dawn in Pennsylvania                               | 1942      | Terra Museum of American Art                       | voie ferrée, train, immeubles                   |              |
| Hall d’hôtel                                       | Hotel Lobby                                        | 1943      | Musée d'Art d'Indianapolis                         | hôtel, couple, femme, lecture                   |              |
| Été                                                | Summertime                                         | 1943      | Delaware Art Museum                                | femme, immeuble, fenêtres                       |              |
| Solitude                                           | Solitude                                           | 1944      | Collection privée                                  | maison, bois, route                             |              |
| Matin dans une grande ville                        | Morning in a City                                  | 1944      | Williams College Museum of Art                     | femme, nu, chambre, lit, fenêtre, ville         |              |
| Chambre pour touristes                             | Rooms for Tourists                                 | 1945      | Yale University Art Gallery                        | maison, nuit                                    |              |
| Août dans la ville                                 | August in the City                                 | 1945      | Norton Museum of Art West Palm Beach               | maison, bois                                    |              |
| Soir d'été                                         | Summer Evening                                     | 1947      | Collection privée                                  | couple, nuit, maison                            |              |
| Ville minière de Pennsylvanie                      | Pennsylvania Coal Town                             | 1947      | Butler Institute of American Art, Youngstown OH.   | maison, escalier, homme                         |              |
| Sept Heures du matin                               | Seven AM                                           | 1948      | Whitney Museum of American Art                     | matin, bois, maison                             |              |
| Plein Midi                                         | High Noon                                          | 1949      | Dayton Art Institute                               | maison, femme                                   |              |
| Conférence nocturne                                | Conference at Night                                | 1949      | Wichita Art Museum                                 | femme, hommes, fenêtre, nuit                    |              |
| Matin au cap Cod                                   | Cape Cod Morning                                   | 1950      | Smithsonian American Art Museum                    | Cap Cod, femme, maison, bois                    |              |
| Portrait d'Orléans                                 | Portrait of Orleans                                | 1950      | Musée des Beaux-Arts de San Francisco              | village, rue, maison, station                   |              |
| Chambres au bord de la mer                         | Rooms by the Sea                                   | 1951      | Yale University Art Gallery                        | chambres, mer, porte                            |              |
| Soleil du matin                                    | Morning Sun                                        | 1952      | Columbus Museum of Art                             | femme, chambre, lit, fenêtre, ville             |              |
| Hôtel près d'une voie ferrée                       | Hotel by a Railroad                                | 1952      | Hirshhorn Museum and Sculpture Garden              | chambre, couple, fenêtre, ville, lecture, rail  |              |
| Vue sur la mer                                     | Sea Watchers                                       | 1952      | Collection privée                                  | couple, mer, maison, vent                       |              |
| Bureau dans une petite ville                       | Office in a Small City                             | 1953      | Metropolitan Museum of Art                         | bureau, homme, fenêtre, immeubles               |              |
| Matin en Caroline du Sud                           | South Carolina Morning                             | 1955      | Whitney Museum of American Art                     | femme, maison                                   |              |
| Fenêtre d’hôtel                                    | Hotel Window                                       | 1956      | Collection The Forbes Magazine                     | hôtel, fenêtre, femme, ville                    |              |
| Route à quatre voies                               | Four Lane Road                                     | 1956      | Collection privée                                  | couple, station, route, bois, fauteuil          |              |
| Motel à l'Ouest                                    | Western Motel                                      | 1957      | Yale University Art Gallery                        | hôtel, voiture, paysage, femme                  |              |
| Soleil dans une caféteria                          | Sunlight in a Cafeteria                            | 1958      | Yale University Art Gallery                        | café, femme, homme, fenêtre, rue                |              |
|                                                    | Excursion into Philosophy                          | 1959      | Collection privée                                  | couple, chambre fenêtre, livre                  |              |
| Soleil au balcon                                   | Second Story Sunlight                              | 1960      | Whitney Museum of American Art                     | couple, lecture, maison, bois                   |              |
| Gens au soleil                                     | People in the Sun                                  | 1960      | Smithsonian American Art Museum Washington         | paysage, lecture, hommes, femmes, route, soleil |              |
| Une femme au soleil                                | A Woman in the Sun                                 | 1961      | Whitney Museum of American Art                     | femme, nu, fenêtre, lit, paysage                |              |
| Bureau à New York                                  | New York Office                                    | 1962      | Montgomery Museum of Fine Arts                     | New York, bureau, femme, fenêtre                |              |
| Pause                                              | Intermission                                       | 1963      | Collection privée                                  | femme, fauteuil                                 |              |
| Soleil dans une chambre vide                       | Sun in an Empty Room                               | 1963      | Collection privée                                  | chambre, fenêtre, bois                          |              |
| Voiture-salon                                      | Chair Car                                          | 1965      | Collection privée                                  | train, sièges, femme, lecture                   |              |
| Deux Comédiens                                     | Two Comedians                                      | 1965      | Collection privée                                  | couple, costume, théâtre                        |              |